# Copa Centro-Americana da CONCACAF de 2023
A Copa Centro-Americana da CONCACAF de 2023 foi a 1ª edição deste torneio. Foi disputada por 20 equipes entre 1 de agosto e 7 de dezembro.
O vencedor do torneio se qualificou para as oitavas de final da Copa dos Campeões da CONCACAF de 2024, enquanto que do segundo ao sexto colocados se classificaram para a primeira rodada da competição.

## Equipes classificadas
Vinte times das cinco associações membros UNCAF se classificaram para o torneio, por meio dos resultados nas suas ligas domésticas. Para essa edição apenas, Honduras e Costa Rica tiveram uma vaga a mais concecida devido as suas perfomances na Liga da CONCACAF de 2022.
| Associação              | Time                   | Método de classificação                                                                   |
| ----------------------- | ---------------------- | ----------------------------------------------------------------------------------------- |
| Belize · (1 vaga)       | Verdes                 | Campeão do Campeonato Belizenho de Futebol de 2022–23                                     |
| Costa Rica · (4 vagas)  | Saprissa               | Campeão dos torneios Apertura e Clausura Campeonato Costa-Riquenho de Futebol de 2022–23  |
| Costa Rica · (4 vagas)  | Herediano              | Melhor time na tabela agregada do Campeonato Costa-Riquenho de Futebol de 2022–23         |
| Costa Rica · (4 vagas)  | Alajuelense            | 2º melhor time na tabela agregada do Campeonato Costa-Riquenho de Futebol de 2022–23      |
| Costa Rica · (4 vagas)  | Cartaginés             | 3º melhor time na tabela agregada do Campeonato Costa-Riquenho de Futebol de 2022–23      |
| El Salvador · (3 vagas) | FAS                    | Campeão do torneio Apertura do Campeonato Salvadorenho de Futebol de 2022–23              |
| El Salvador · (3 vagas) | Jocoro                 | Vice do torneio Apertura do Campeonato Salvadorenho de Futebol de 2022–23                 |
| El Salvador · (3 vagas) | Águila                 | Melhor time na tabela agregada do Campeonato Salvadorenho de Futebol de 2022–23           |
| Guatemala · (3 vagas)   | Cobán Imperial         | Campeão do torneio Apertura do Campeonato Guatemalteco de Futebol de 2022–23              |
| Guatemala · (3 vagas)   | Xelajú                 | Campeão do torneio Clasura do Campeonato Guatemalteco de Futebol de 2022–23               |
| Guatemala · (3 vagas)   | Comunicaciones         | Melhor time na tabela agregada do Campeonato Guatemalteco de Futebol de 2022–23           |
| Honduras · (4 vagas)    | Olimpia                | Campeão dos torneios Apertura e Clausura Campeonato Hondurenho de Futebol de 2022–23      |
| Honduras · (4 vagas)    | Olancho                | Melhor time na tabela agregada do Campeonato Hondurenho de Futebol de 2022–23             |
| Honduras · (4 vagas)    | Real España            | 2º melhor time na tabela agregada do Campeonato Hondurenho de Futebol de 2022–23          |
| Honduras · (4 vagas)    | Motagua                | 3º melhor time na tabela agregada do Campeonato Hondurenho de Futebol de 2022–23          |
| Nicarágua · (2 vagas)   | Real Estelí            | Campeão dos torneios Apertura e Clausura do Campeonato Nicaraguense de Futebol de 2022–23 |
| Nicarágua · (2 vagas)   | Diriangén              | Melhor time na tabela agregada do Campeonato Nicaraguense de Futebol de 2022–23           |
| Panamá · (3 vagas)      | Independiente          | Campeão do torneio Apertura do Campeonato Guatemalteco de Futebol de 2023                 |
| Panamá · (3 vagas)      | Sporting San Miguelito | Melhor time na tabela agregada do Campeonato Guatemalteco de Futebol de 2022–23           |
| Panamá · (3 vagas)      | Universitario          | 2º melhor time na tabela agregada do Campeonato Guatemalteco de Futebol de 2022–23        |

## Sorteio
O sorteio da fase de grupos foi realizado em 8 de junho de 2023 às 17h (UTC-4) em Miami, Flórida. As 20 equipes envolvidas foram previamente distribuídas em cinco potes de quatro equipes cada, com base na classificação de clubes da CONCACAF em 28 de maio de 2023.
| Time           | Ranque |
| -------------- | ------ |
| Olimpia        | 38     |
| Saprissa       | 47     |
| Comunicaciones | 49     |
| Alajuelense    | 51     |

| Time           | Ranque |
| -------------- | ------ |
| Motagua        | 53     |
| Xelajú         | 57     |
| Herediano      | 58     |
| Cobán Imperial | 59     |

| Time          | Ranque |
| ------------- | ------ |
| Real España   | 60     |
| Independiente | 61     |
| Cartaginés    | 65     |
| Olancho       | 67     |

| Time                   | Ranque |
| ---------------------- | ------ |
| Sporting San Miguelito | 72     |
| Águila                 | 79     |
| Universitario          | 95     |
| FAS                    | 109    |

| Time        | Ranque |
| ----------- | ------ |
| Real Estelí | 116    |
| Diriangén   | 118    |
| Jocoro      | 132    |
| Verdes      | 177    |

## Fase de grupos

### Grupo A
| Pos | Equipe         | Pts | J | V | E | D | GP | GC | SG  | Classificado |     | SAP | CAR | UNI | COB | JOC |
| --- | -------------- | --- | - | - | - | - | -- | -- | --- | ------------ | --- | --- | --- | --- | --- | --- |
| 1   | Saprissa       | 10  | 4 | 3 | 1 | 0 | 10 | 0  | +10 | Fase final   |     | —   | 1–0 | —   | 5–0 | —   |
| 2   | Cartaginés     | 7   | 4 | 2 | 1 | 1 | 8  | 3  | +5  | Fase final   |     | —   | —   | 2–2 | —   | 5–0 |
| 3   | Universitario  | 6   | 4 | 1 | 3 | 0 | 6  | 3  | +3  |              |     | 0–0 | —   | —   | —   | 4–1 |
| 4   | Cobán Imperial | 4   | 4 | 1 | 1 | 2 | 4  | 7  | −3  |              | —   | 0–1 | 0–0 | —   | —   |     |
| 5   | Jocoro         | 0   | 4 | 0 | 0 | 4 | 2  | 17 | −15 |              | 0–4 | —   | —   | 1–4 | —   |     |

### Grupo B
| Pos | Equipe        | Pts | J | V | E | D | GP | GC | SG  | Classificado |     | IND | EST | OLI | XEL | FAS |
| --- | ------------- | --- | - | - | - | - | -- | -- | --- | ------------ | --- | --- | --- | --- | --- | --- |
| 1   | Independiente | 10  | 4 | 3 | 1 | 0 | 11 | 3  | +8  | Fase final   |     | —   | 2–1 | —   | —   | 5–0 |
| 2   | Real Estelí   | 9   | 4 | 3 | 0 | 1 | 5  | 2  | +3  | Fase final   |     | —   | —   | 1–0 | 1–0 | —   |
| 3   | Olimpia       | 7   | 4 | 2 | 1 | 1 | 7  | 4  | +3  |              |     | 1–1 | —   | —   | 2–0 | —   |
| 4   | Xelajú        | 3   | 4 | 1 | 0 | 3 | 3  | 7  | −4  |              | 1–3 | —   | —   | —   | 2–1 |     |
| 5   | FAS           | 0   | 4 | 0 | 0 | 4 | 3  | 13 | −10 |              | —   | 0–2 | 2–4 | —   | —   |     |

### Grupo C
| Pos | Equipe         | Pts | J | V | E | D | GP | GC | SG | Classificado |     | HER | COM | RES | ÁGU | DIR |
| --- | -------------- | --- | - | - | - | - | -- | -- | -- | ------------ | --- | --- | --- | --- | --- | --- |
| 1   | Herediano      | 10  | 4 | 3 | 1 | 0 | 8  | 4  | +4 | Fase final   |     | —   | —   | 3–2 | 2–0 | —   |
| 2   | Comunicaciones | 9   | 4 | 3 | 0 | 1 | 9  | 4  | +5 | Fase final   |     | 1–2 | —   | 3–1 | —   | —   |
| 3   | Real España    | 4   | 4 | 1 | 1 | 2 | 6  | 6  | 0  |              |     | —   | —   | —   | 3–0 | 0–0 |
| 4   | Águila         | 3   | 4 | 1 | 0 | 3 | 2  | 9  | −7 |              | —   | 1–4 | —   | —   | 1–0 |     |
| 5   | Diriangén      | 2   | 4 | 0 | 2 | 2 | 1  | 3  | −2 |              | 1–1 | 0–1 | —   | —   | —   |     |

### Grupo D
| Pos | Equipe                 | Pts | J | V | E | D | GP | GC | SG  | Classificado |     | ALA | MOT | SSM | OLA | VER |
| --- | ---------------------- | --- | - | - | - | - | -- | -- | --- | ------------ | --- | --- | --- | --- | --- | --- |
| 1   | Alajuelense            | 12  | 4 | 4 | 0 | 0 | 10 | 1  | +9  | Fase final   |     | —   | 5–1 | —   | 1–0 | —   |
| 2   | Motagua                | 9   | 4 | 3 | 0 | 1 | 9  | 5  | +4  | Fase final   |     | —   | —   | 2–0 | 1–0 | —   |
| 3   | Sporting San Miguelito | 6   | 4 | 2 | 0 | 2 | 6  | 3  | +3  |              |     | 0–1 | —   | —   | —   | 4–0 |
| 4   | Olancho                | 3   | 4 | 1 | 0 | 3 | 3  | 6  | −3  |              | —   | —   | 0–2 | —   | 3–2 |     |
| 5   | Verdes                 | 0   | 4 | 0 | 0 | 4 | 2  | 15 | −13 |              | 0–3 | 0–5 | —   | —   | —   |     |

## Fase final
|  | Quartas de final           | Quartas de final           | Quartas de final           | Quartas de final           |      |             | Semifinais                    | Semifinais                    | Semifinais                    | Semifinais                    |  |             | Final                          | Final                          | Final                          | Final                          |  |  |
|  | 26 setembro - 5 de outubro | 26 setembro - 5 de outubro | 26 setembro - 5 de outubro | 26 setembro - 5 de outubro |      |             | 25 de outubro - 2 de novembro | 25 de outubro - 2 de novembro | 25 de outubro - 2 de novembro | 25 de outubro - 2 de novembro |  |             | 28 de novembro - 7 de dezembro | 28 de novembro - 7 de dezembro | 28 de novembro - 7 de dezembro | 28 de novembro - 7 de dezembro |  |  |
|  |                            |                            |                            |                            |      |             |                               |                               |                               |                               |  |             |                                |                                |                                |                                |  |  |
|  | Real Estelí                | 1                          | 2                          | 3                          |      |             |                               |                               |                               |                               |  |             |                                |                                |                                |                                |  |  |
|  | Saprissa                   | 0                          | 2                          | 2                          |      |             |                               |                               |                               |                               |  |             |                                |                                |                                |                                |  |  |
|  | Saprissa                   | 0                          | 2                          | 2                          |      | Real Estelí | 1                             | 2                             | 2                             |                               |  |             |                                |                                |                                |                                |  |  |
|  |                            |                            |                            |                            |      | Real Estelí | 1                             | 2                             | 2                             |                               |  |             |                                |                                |                                |                                |  |  |
|  |                            | Independiente              | 0                          | 2                          | 2    |             |                               |                               |                               |                               |  |             |                                |                                |                                |                                |  |  |
|  | Motagua                    | Independiente              | 0                          | 2                          | 2    | 1           | 0                             | 1                             |                               |                               |  |             |                                |                                |                                |                                |  |  |
|  | Motagua                    |                            |                            |                            |      | 1           | 0                             | 1                             |                               |                               |  |             |                                |                                |                                |                                |  |  |
|  | Independiente              | 1                          | 2                          | 3                          |      |             |                               |                               |                               |                               |  |             |                                |                                |                                |                                |  |  |
|  | Independiente              | 1                          | 2                          | 3                          |      |             |                               |                               |                               |                               |  | Real Estelí | 0                              | 1                              | 1                              |                                |  |  |
|  |                            |                            |                            |                            |      |             |                               |                               |                               |                               |  | Real Estelí | 0                              | 1                              | 1                              |                                |  |  |
|  |                            | Alajuelense                | 3                          | 1                          | 4    |             |                               |                               |                               |                               |  |             |                                |                                |                                |                                |  |  |
|  | Comunicaciones             | Alajuelense                | 3                          | 1                          | 4    | 0           | 2                             | 2                             |                               |                               |  |             |                                |                                |                                |                                |  |  |
|  | Comunicaciones             |                            |                            |                            |      | 0           | 2                             | 2                             |                               |                               |  |             |                                |                                |                                |                                |  |  |
|  | Herediano                  | 0                          | 3                          | 3                          |      |             |                               |                               |                               |                               |  |             |                                |                                |                                |                                |  |  |
|  | Herediano                  | 0                          | 3                          | 3                          |      | Herediano   | 2                             | 2                             | 4(4)                          |                               |  |             |                                |                                |                                |                                |  |  |
|  |                            |                            |                            |                            |      | Herediano   | 2                             | 2                             | 4(4)                          |                               |  |             |                                |                                |                                |                                |  |  |
|  |                            | Alajuelense                | 2                          | 2                          | 4(5) |             |                               |                               |                               |                               |  |             |                                |                                |                                |                                |  |  |
|  | Cartaginés                 | Alajuelense                | 2                          | 2                          | 4(5) | 1           | 0                             | 1                             |                               |                               |  |             |                                |                                |                                |                                |  |  |
|  | Cartaginés                 |                            |                            |                            |      | 1           | 0                             | 1                             |                               |                               |  |             |                                |                                |                                |                                |  |  |
|  | Alajuelense                | 3                          | 3                          | 6                          |      |             |                               |                               |                               |                               |  |             |                                |                                |                                |                                |  |  |

### Play-in
|  | Fase preliminar |                |   |   |      |
|  |                 |                |   |   |      |
|  | Cartaginés      | Cartaginés     | 1 | 1 | 2(4) |
|  | Comunicaciones  | Comunicaciones | 1 | 1 | 2(5) |

|  | Fase preliminar |          |   |   |   |
|  |                 |          |   |   |   |
|  | Motagua         | Motagua  | 2 | 0 | 2 |
|  | Saprissa        | Saprissa | 2 | 4 | 6 |

## Premiação
| Copa Centro-Americana da CONCACAF de 2023 |
| Costa Rica                                |
| ----------------------------------------- |
| Alajuelense Campeão (1.º título)          |